# Ла-Муэла (футбольный клуб)
«Ла-Муэла» (исп. CD La Muela) — бывший испанский футбольный клуб из одноимённого города, в провинции Сарагоса в автономном сообществе Арагон. Домашние матчи проводил на стадионе «Клементе Падилья», вмещающем 1 500 зрителей. В Примере и Сегунде команда никогда не выступала, лучшим результатом является 17-е место в Сегунде B в сезоне 2010/11. В сезоне 2010/11 у клуба возникли финансовые проблемы, в результате которых он по окончании сезона был лишён профессионального статуса, после чего был расформирован.

## Сезоны по дивизионам
- Сегунда B — 1 сезон
- Терсера — 2 сезона
- Региональные лиги — 5 сезонов

## Достижения
- Терсера
  - Вице-чемпион: 2009/10